# Oxy hòa tan
Oxy hòa tan, hay còn được gọi tắt là DO (dissolved Oxygen), là lượng dưỡng khí oxy hòa tan trong nước, rất cần thiết cho sự hô hấp của sinh vật dưới nước như cá, tôm, động vật lưỡng cư, côn trùng v.v....
DO trong nước thường được tạo ra do sự hòa tan của không khí và một phần nhỏ là do sự quang hợp của tảo v.v... Khi nồng độ DO trở nên quá thấp sẽ dẫn đến hiện tượng khó hô hấp, giảm hoạt động ở các loài động thực vật dưới nước và có thể gây chết. Nồng độ DO trong tự nhiên khoảng từ 8-10ppm mức độ dao động này phụ thuộc vào nhiệt độ, sự phân hủy hóa chất và một số tác nhân khác. DO còn là một chỉ số quan trọng trong việc đánh giá sự ô nhiễm nước trong ngành thủy điện.